# Domaine de Tokuyama
Pour les articles homonymes, voir Tokuyama (homonymie).

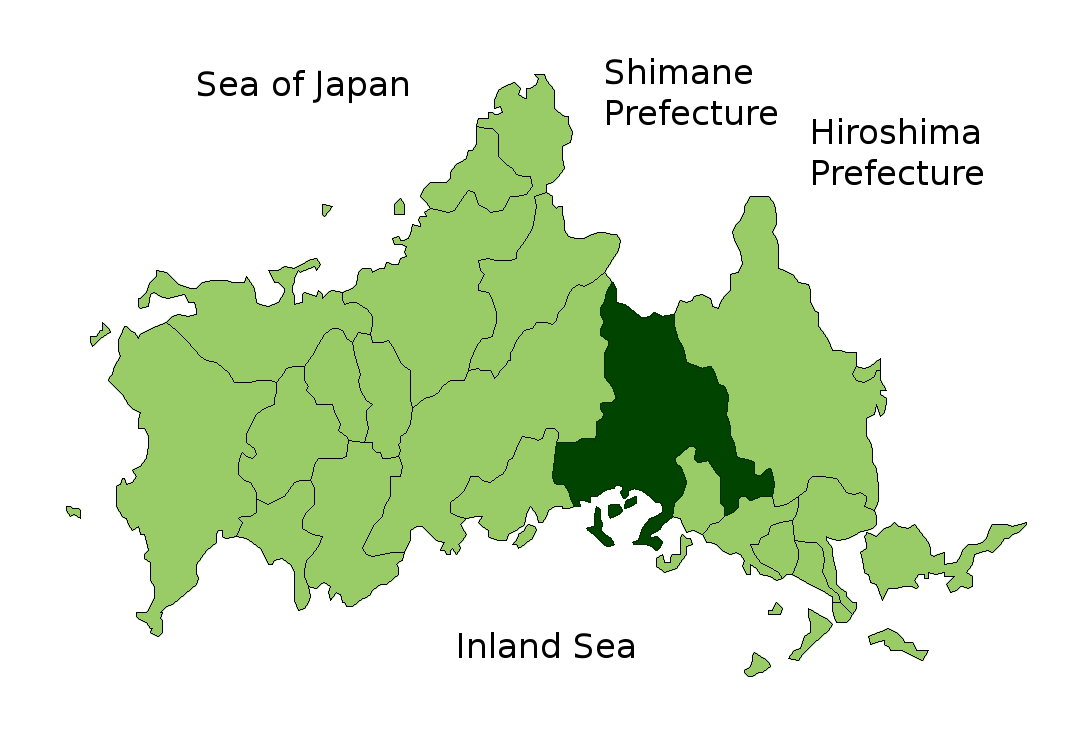
Situation de Tokuyama dans la préfecture de Yamaguchi.

Le domaine de Tokuyama (徳山藩, Tokuyama-han) est un domaine féodal japonais de l'époque d'Edo situé dans la province de Suo, de nos jours Shūnan (préfecture de Yamaguchi). C'est une branche du domaine de Chōshū voisin.

## Liste des daimyos
- Clan Mōri (tozama daimyo ; 45 000 → 30 000 → 40 000 koku)

1. Naritaka
2. Motokata
3. Mototsugu
4. Mototaka
5. Hirotoyo
6. Hirotomo
7. Nariyoshi
8. Hiroshige
9. Motomitsu